# Emil Sahlender
Emil Sahlender (Ibenhain, 1864 - Neckargemünd, 1950) fou un director d'orquestra i compositor alemany. Estudià al Conservatori de Leipzig, i el 1884 fou nomenat director d'orquestra del teatre de la cort d'Altenburg, passant el 1889 a Heidelberg, on dirigí una escola particular de música. Va compondre les òperes:
- Der Schelm von Bergen, (Heidelberg, 1895);
- Der Mummelsee (Heidelberg, 1900);
- Waffen nieder, així com Das Deutsche Lied, per a cor i orquestra, i d'altres moltes obres corals, dues suites per a orquestra i lieder.